# اضطرابات القدس 2014
يُشار إلىالاضطرابات التي حدثت في القدس عام 2014 أحيانًا باسم الانتفاضة الصامتة (تشمل الأسماء الأخرى الانتفاضة الحضرية، انتفاضة الألعاب النارية، انتفاضة السيارات، انتفاضة القدس، والانتفاضة الثالثة) هو مصطلح يستخدم أحيانًا للإشارة إلى زيادة العنف الذي ركز على القدس في عام 2014، وخاصة منذ يوليو من ذلك العام. ورغم أن اسم "الانتفاضة الصامتة" يبدو أنه صيغ في صيف عام 2014،[بحاجة لتوضيح] انتشرت بين النشطاء والكتاب والصحفيين وعلى وسائل التواصل الاجتماعي منذ عام 2011 اقتراحات مفادها أنه ينبغي أن تكون هناك انتفاضة ناشئة أو أن هناك انتفاضة ناشئة بالفعل وتكهن المعلقون حول الفائدة المتفاوتة التي تعود على اليسار واليمين والوسط الفلسطيني والإسرائيلي ليس فقط من تسمية الانتفاضة، بل ومن تأكيد أو إنكار وجود أو على وشك أن تندلع انتفاضة جديدة.
وبحسب بعض التقديرات.[بحاجة لتوضيح] وقع أكثر من 150 هجومًا في شهري يوليو وأغسطس 2014. بحلول شهر أكتوبر، كانت بعض مصادر الأخبار والسياسيين الإسرائيليين من أقصى اليمين وأقصى اليسار، يشيرون إلى موجة الهجمات باعتبارها انتفاضة ثالثة (بعد الانتفاضة الأولى من عام 1987 إلى عام 1993، والانتفاضة الثانية من عام 2000 إلى عام 2005)، على الرغم من أن العديد من الصحفيين والمحللين الإسرائيليين في المؤسسة الأمنية ينكرون أن الأحداث قد وصلت إلى مستوى انتفاضة كاملة النطاق.
دعت حركة حماس والسلطة الوطنية الفلسطينية مراراً وتكراراً إلى "يوم غضب" ضد إسرائيل تضامناً مع "انتفاضة القدس". وأشارت صحيفة ديلي التلغراف إلى أن أعمال الشغب وقعت بشكل يومي كردٍ فعل فلسطيني على اختطاف محمد أبو خضير وقتله، وذكرت أن ذلك الحدث كان بمثابة دعوة لبدء انتفاضة ثالثة. كما دعا مروان البرغوثي، أحد قادة الانتفاضة الأولى والثانية، إلى انتفاضة ثالثة.
وبحسب الجزيرة والمونيتور، فإن احتمال اندلاع مثل هذا الاضطرابات قد ينشأ من الإحباط الناجم عن الوضع الاقتصادي الصعب والافتقار إلى مستقبل دبلوماسي لحل القضايا الطويلة الأمد، وخاصة انهيار محادثات السلام الإسرائيلية الفلسطينية في عامي 2013 و2014، وزيادة الاستيطان الإسرائيلي في الضفة الغربية وقطاع غزة ومحاولات إسرائيل للحصول على موطئ قدم في المسجد الأقصى / جبل الهيكل. أشارت تقييمات جيش الاحتلال الإسرائيلي وجهاز الأمن العام الإسرائيلي (شين بيت) في عام 2013 إلى أن الاضطرابات المتزايدة في الأراضي المحتلة قد تحفز عمليات ما يُعرف "بالذئب المنفرد ".

## المصطلحات والسوابق
منذ حرب 1967، انخرط الفلسطينيون في انتفاضتين وطنيتين ضد إسرائيل. كانت هذه الثورات تُعرف باسم الانتفاضات، والتي تعني "الارتجاف"، من جذر يعني "التخلص".
إن الإشارة إلى اندلاع الانتفاضة الثالثة تسبق بكثير الظروف التي شهدتها أواخر عام 2014.
وتصف مصادر أخرى "الحملة المنهجية للاعتقالات والاغتيالات التي شنتها إسرائيل" ضد القيادات المتوسطة والعليا في مختلف أطياف الساحة السياسية الفلسطينية، والتي أسفرت عن اعتقال 40 ألف شخص وأكثر من 300 اغتيال، باعتبارها السبب وراء عدم رغبة حماس وفتح في انتفاضة ثالثة.

## الخلفية والأسباب المحددة للتوتر
في أوائل فبراير/شباط، أعلن توماس فريدمان، الكاتب في صحيفة نيويورك تايمز بعد زيارة إلى رام الله، أن انتفاضة ثالثة كانت على وشك الحدوث، ولكن ليس من جانب الفلسطينيين، الذين ورد أنهم "فقراء للغاية، ومنقسمون للغاية، ومنهكون للغاية" أو محبطون من اللجوء إلى الانتفاضات التي لا تؤدي إلى نتائج، ولكن من داخل الاتحاد الأوروبي في بروكسل. وأشار فريدمان إلى الدعوات الأوروبية المتزايدة لسحب الاستثمارات ومقاطعة إسرائيل اقتصاديًا، فضلاً عن المعارضة العالمية للاحتلال الإسرائيلي.
وقد توقعت دائرة أبحاث الكونجرس الأمريكي، فور اندلاع الصراع بين إسرائيل وغزة عام 2014، أن الصراع قد يدفع إدارة أوباما إلى البحث عن وسائل لتجنب امتداده إلى ما قد يصبح انتفاضة ثالثة. وبحلول أواخر سبتمبر/أيلول، كان مسؤولو الإدارة الأميركية يضغطون من أجل تجديد محادثات السلام كوسيلة لمنع "صراع إسرائيلي فلسطيني أكبر في القدس والضفة الغربية"، لأنهم كانوا مقتنعين بأن "غياب المفاوضات يؤدي إلى العنف"، كما اعتُبر انهيار مبادرة جون كيري في أبريل/نيسان أحد أسباب حرب يوليو/تموز وأغسطس/آب في غزة والاضطرابات في الضفة الغربية والقدس.
في أعقاب اختطاف وقتل ثلاثة مراهقين يهود، هاجمت حشود يهودية فلسطينيين في القدس. وبعد جنازتهم مباشرة، جرت محاولتان لاختطاف وقتل أطفال فلسطينيين، ونجحت محاولة الاختطاف الثانية، مما أدى إلى رش محمد أبو خضير بالبنزين وإحراقه. وقد أدى اكتشاف جثته إلى اندلاع احتجاجات فلسطينية حاشدة، مع هتافات "كفى معاناة، كفى ألمًا" في القدس الشرقية، ودعوات إلى انتفاضة ثالثة. استخدمت الشرطة الذخيرة الحية والرصاص المطاطي والغاز المسيل للدموع لتفريق المتظاهرين في جنازته. وأصيب نحو 18 فلسطينياً في القدس الشرقية و8 في رام الله.
وتشمل موجة العنف السياسي من الجانب الفلسطيني إطلاق نيران القناصة وهجمات بالسكاكين على المشاة اليهود وإلقاء الحجارة على المركبات التي تحمل ركاباً يهوداً، وهجمات إلقاء الحجارة والقنابل الحارقة بما في ذلك هجوم على حضانة أطفال يهود في 30 سبتمبر/أيلول 2014.
بدأت التوترات في القدس الشرقية تتصاعد في أواخر أكتوبر/تشرين الأول، حيث ارتفع عدد الفلسطينيين المقدسيين المصابين على يد القوات الإسرائيلية منذ الأول من يوليو/تموز إلى 1333 (من بينهم 80 طفلاً)، بينما قُتل 4 آخرون بالرصاص. وفي الفترة نفسها، قُتل 3 إسرائيليين، وأصيب 65 آخرون، منهم 33 مدنياً، على يد فلسطينيين.
ومن الجدير بالملاحظة بشكل خاص استخدام الفلسطينيين للألعاب النارية التي يتم إلقاؤها على أهداف مدنية وعلى الشرطة، وقد تسبب بعضها في إصابات بحروق شديدة وفقدان السمع. وفي نوفمبر/تشرين الثاني 2014، صادرت السلطات الإسرائيلية شحنة ضخمة من الأسلحة كانت متجهة إلى القدس الشرقية. وتضمنت الحاويات – التي تحمل علامة "زينة عيد الميلاد" – ما يلي: "18 ألف لعبة نارية، بما في ذلك تلك من العيارات المحظورة في إسرائيل؛ و5200 سكين كوماندوز؛ و4300 مصباح يدوي يمكن استخدامه كأجهزة صعق كهربائي؛ و5500 جهاز صعق كهربائي؛ و1000 سيف".
اتهم نير بركات، رئيس بلدية القدس، وزارة الأمن العام الإسرائيلية بالفشل في حماية سكان القدس من الهجمات بما في ذلك سلسلة من هجمات الدهس الإرهابية وتدمير ثلاث محطات على قطار القدس الخفيف. اعتبارًا من أوائل أكتوبر 2014، كان 30% من عربات القطار الخفيف خارج الخدمة بسبب ما وصف بأنه "سلوك مركّز" يحدث حيث يمر خط السكة الحديدية عبر حي شعفاط ذي الأغلبية العربية.[بحاجة لمصدر]
ومع ذلك، بحلول أواخر شهر أكتوبر، تم وصف الحوادث العنيفة بأنها "متفرقة"، ولم تكن أعمال الشغب منتشرة على نطاق واسع. في الحادي عشر من نوفمبر/تشرين الثاني 2014، سُئل وزير الدفاع الإسرائيلي موشيه يعالون عما إذا كان الوضع يُمثل انتفاضة جديدة، فأجاب بأنه على الرغم من أن الجيش سيتعامل مع "التصعيد" الحالي، في رأيه: "في يهودا والسامرة اليوم، لا نرى الجماهير تنزل إلى الشوارع... هؤلاء في الغالب مهاجمون منفردون. دعونا ننتظر لنرى ما نُسميه".
في السابع عشر من نوفمبر/تشرين الثاني، أبدى مراسل صحيفة هآرتس العسكري أنشيل فيفر رأيه بأن "التصاعد الحالي في عمليات الطعن، والهجمات الإرهابية باستخدام السيارات، وعمليات الانتقام التي يقوم بها المتشددون اليهود، والاشتباكات بين الشرطة والشباب الذين يلقون الحجارة في نقاط الاشتعال المعتادة" ليست انتفاضة لأن فتح وحماس لم تقررا دعمها، كما فعلت منظمة التحرير الفلسطينية في الانتفاضتين السابقتين. وفي أعقاب مذبحة الكنيس اليهودي التي وقعت في 18 نوفمبر/تشرين الثاني، أشار فيفر إلى تمييز ثان. في حين تم إرسال الانتحاريين في الانتفاضة الثانية من قبل مشغلين من المدن والقرى في الضفة الغربية لمهاجمة أهداف لم يكونوا على دراية بها، فإن مرتكبي عمليات الصيف والخريف في عام 2014 هم ذئاب منفردة ذاتية التحفيز يحملون وضع الإقامة الذي يمنحهم الحق في التحرك بحرية في جميع أنحاء المدينة. إنهم غالبا ما يهاجمون أهدافا في الأحياء التي يعملون فيها؛ وعلى حد تعبير فايفر، "إنهم يعرفون متى وأين يفعلون ذلك"، وهذا يجعل من الصعب إيقافهم.
في نوفمبر/تشرين الثاني 2014، أشارت إنغريد جرادات جاسنر، من الائتلاف المدني لحقوق الفلسطينيين في القدس، إلى أن الفلسطينيين يشعرون بأنهم لا يملكون زعيماً يدافع عن حقوقهم، في ظل حالة من عدم الاستقرار السياسي بعد عقد من وفاة ياسر عرفات. وترى أن عمق الإحباط قد تزايد بشكل كبير بسبب الاستيطان التدريجي لأراضيهم، والقيود الحدودية على الحركة، والعقوبات الجماعية التي تفرض عليهم عندما تقع هجمات. وتقول إن لديهم إحساساً بأن الإسرائيليين يضعون المزيد والمزيد من العقبات أمام سعي الفلسطينيين إلى "حياة طبيعية".
كما ذكرت مقالة نشرتها صحيفة يو إس إيه توداي عام 2014 أن سياسة هدم المنازل كانت سببًا للتوتر، في حين ذكرت قضايا أخرى مثل الافتقار إلى الخدمات البلدية الأساسية للأسر الفلسطينية وعدم القدرة على الحصول على تصاريح لبناء أماكن جديدة للعيش.
وفيما يتعلق بالقدس على وجه التحديد، ذكرت مقالة نشرتها صحيفة تايمز أوف إسرائيل في فبراير/شباط 2015 أن ما يقرب من 80 ألف نسمة من سكان المنطقة الشرقية الذين يفصلهم جدار الفصل في الضفة الغربية يواجهون مشاكل خطيرة فيما يتصل بتسليم البريد وخدمات القمامة وإمدادات المياه. ونقلت الصحيفة عن رئيس البلدية بركات طلبه من جيش الاحتلال الإسرائيلي المساعدة في توفير مقاولين من القطاع الخاص مع حراسة الشرطة من أجل ترتيب الأمور.

## الحوادث
أشارت مصادر الأخبار الإسرائيلية إلى أن بداية الانتفاضة الأخيرة كانت في يوليو/تموز 2014، وهو التاريخ الذي يوافق مقتل محمد أبو خضير، وهو فلسطيني يبلغ من العمر ستة عشر عاماً اختطفه يهود وأحرقوه حياً — وهو هجوم انتقامي في أعقاب اختطاف وقتل ثلاثة مراهقين إسرائيليين. وبعد ثلاثة أسابيع، خرج آلاف الفلسطينيين في مسيرة من رام الله باتجاه القدس. أوقف حرس الحدود الإسرائيلي المتظاهرين وواجهوهم بالقرب من حاجز قلنديا حيث اندلعت أعمال العنف، مما أسفر عن إصابة 200 فلسطيني ومقتل اثنين. وقد لاحظت مصادر أمنية إسرائيلية زيادة ملحوظة في الهجمات في القدس في أعقاب مقتل الخضري وعملية الجرف الصامد التي شنتها إسرائيل على قطاع غزة.
وبدا أن العنف يتضاءل حتى في الثاني والعشرين من أكتوبر/تشرين الأول، عندما صدم عبد الرحمن الشلودي، وهو ناشط حماس يبلغ من العمر واحداً وعشرين عاماً من سلوان، بسيارته مجموعة من الركاب الذين كانوا ينتظرون في محطة القطار الخفيف في تلة الذخيرة. وأسفر الهجوم عن مقتل شخصين، أحدهما طفل يبلغ من العمر ثلاثة أشهر، وإصابة سبعة آخرين. وتبع ذلك ارتفاع قصير في أعمال الشغب العربية. وبعد أسبوع، تعرض الناشط اليميني البارز يهودا جليك، الذي وُصف بأنه "محرض إسرائيلي أمريكي"، لإطلاق نار من مسافة قريبة، مما أدى إلى إصابته بجروح خطيرة بعد دقائق من إلقائه خطابًا في مؤتمر بعنوان "إسرائيل تعود إلى جبل الهيكل". قُتل المشتبه به في الهجوم، معتز حجازي، خلال ساعات عندما داهمت قوات الأمن الإسرائيلية منزله في أبو طور. ودفعت محاولة الاغتيال الفاشلة المسؤولين الإسرائيليين إلى منع الوصول إلى الحرم القدسي الشريف ـ للمرة الأولى منذ 14 عاماً ـ بعد إجراء تقييمات أمنية. وبعد ذلك، ظل الحد الأدنى لسن الرجال 50 عامًا ساريًا حتى نوفمبر. ووصف الرئيس الفلسطيني محمود عباس هذا الإغلاق بأنه "إعلان حرب".
في 5 نوفمبر/تشرين الثاني 2014، قام إبراهيم العكري، أحد عناصر حماس من مخيم شعفاط، بقيادة سيارة فان بسرعة عالية نحو حشد من الناس كانوا ينتظرون في محطة القطار الخفيف "شمعون الصديق" في حي أرزي هابيرا في القدس. وأسفر الهجوم عن مقتل شخصين وإصابة ثلاثة عشر آخرين. وبعد ساعات قليلة، وقع هجوم ثانٍ في غوش عتصيون. قام الشاب همام جمال بدوي مسالمة بالدهس بثلاثة جنود كانوا ينتظرون في محطة الحافلات، ما أدى إلى إصابتهم جميعاً. وفرّ مسالمة من مكان الحادث وسلّم نفسه للشرطة في صباح اليوم التالي مدعياً أن الأمر كان حادثاً. وقررت الشرطة لاحقًا أن الحادث كان هجومًا إرهابيًا. وفي أعقاب الهجمات بالسيارات، نشر مؤيدو فتح وحماس رسومًا كاريكاتورية سياسية على مواقعهم الإلكترونية، أطلقوا عليها اسم "انتفاضة السيارات"، وشبهوا السيارات بالأسلحة الصغيرة وصواريخ حماس من طراز إم-75.
وفي منتصف شهر تشرين الثاني/نوفمبر، عُثر على سائق الحافلة الفلسطيني يوسف الرموني مشنوقاً داخل حافلته في موقف سيارات شمال غرب القدس. وحكم المحققون الإسرائيليون على أن عملية الشنق كانت انتحارًا واضحًا، في حين قال مقربون من الرموني للصحفيين إن جسده أظهر علامات تشير إلى احتمال تعرضه لعملية قتل غير عمد. وقد أثارت الظروف المثيرة للجدل المحيطة بمشاركة طبيب شرعي فلسطيني في تشريح الجثة تكهنات واسعة النطاق. وسرعان ما انتشر الإجماع في الشارع على مقتل فلسطيني آخر، وبدأت موجة من الاحتجاجات. وبعد أيام، أثناء صلاة الفجر، دخل رجلان فلسطينيان إلى كنيس في حي هار نوف في القدس، وأطلقا النار على المصلين وهاجموهم بالفؤوس. قُتل أربعة حاخامات، وأصيب ثمانية مصلين آخرين قبل أن يتبادل رجال الشرطة إطلاق النار مع المهاجمين، مما أدى إلى مقتلهما. قُتل زيدان سيف، ضابط الشرطة الدرزي، في تبادل إطلاق النار. ورحبت حماس وفتح بالهجوم، مدعيتين أنه كان رداً على مقتل الرموني. وفي نفس الوقت تقريبا، في 19 نوفمبر/تشرين الثاني، أخلت قوات الأمن الإسرائيلية ودمرت منزلا في القدس الشرقية يعود للرجل المسؤول عن الهجوم الذي وقع في أكتوبر/تشرين الأول على تل الذخيرة. بتحريض من هدم المنازل، وهو التكتيك الذي كان مثيراً للجدل منذ فترة طويلة، خرج المتظاهرون الذين لا تتجاوز أعمارهم 10 سنوات إلى الشارع حيث ورد أنهم قالوا: "لقد بدأت الانتفاضة"، و"سنقاتل حتى النهاية".
وفي أواخر شهر نوفمبر/تشرين الثاني، وصفت منظمة هيومن رايتس ووتش، ومقرها نيويورك، سياسة الهدم الإسرائيلية بأنها "جريمة حرب" "تعاقب بشكل غير قانوني أشخاصاً غير متهمين بأي مخالفة". في إشارة إلى عائلات وجيران المتهمين بالإرهاب، الذين شردوا بعد ذلك بسبب تدمير منازلهم. وجاء هذا البيان في خضم عدة حرائق "انتقامية" في رام الله على يد مستوطنين إسرائيليين، وأوامر معلقة بهدم منازل إضافية مرتبطة بمهاجمي الانتفاضة الصامتة، بما في ذلك الرجل المتهم بمحاولة اغتيال يهودا جليك.

## التأثير وردود الفعل
إثر تصاعد أعمال الشغب، قررت الحكومة الإسرائيلية سنّ مشروع قانون جديد يشدد العقوبة على المدانين بإلقاء الحجارة في القدس. وبموجب القانون القديم، كان من الممكن الحكم على المدانين بالسجن لمدة تصل إلى عامين. القانون المعدل، إذا ما أقره الكنيست، من شأنه أن يزيد عقوبة السجن إلى عشرين عامًا كحد أقصى. ويجري حاليا مناقشة عدة قوانين أخرى: أحدها اقترحه وزير الأمن الداخلي إسحاق أهارونوفيتش، والذي من شأنه أن يصف حرس الهيكل العربي، الذين يعملون لدى هيئة وقف الحرم الشريف / جبل الهيكل، بأنهم "منظمة غير قانونية"، أي إعادة تعريفهم كجماعة إرهابية.[بحاجة لمصدر]
وفي أعقاب سلسلة الأحداث، وخاصة بعد الهجوم على كنيس هار نوف، نشر مجلس مدينة القدس أفراد أمن في رياض الأطفال في المدينة. ودعا عضو الكنيست الحريدي إيلي يشاي إلى نشر أفراد أمن في المعابد اليهودية أيضًا.
وفي فبراير/شباط 2015، أشار رئيس بلدية القدس نير بركات إلى أنه شعر بأن أشهر العنف كانت أكثر من مجرد قضية محلية واجتماعية. وقد وضع خطة لتمديد اليوم الدراسي، وزعم أن "العنف يأتي من المراهقين، ومعظمهم تحت سن 18 عامًا" نظرًا لأن "جيل الفيسبوك في جميع أنحاء العالم لا يستمع إلى والديه، أو أي شخص آخر".